# قلعة ثمور خان (والانجرد)
قلعة ثمور خان (بالفارسية: قلعه ثمورخان) هي مستوطنة تقع في إيران في قسم والانجرد الريفي. يقدر عدد سكانها بـ 185 نسمة .